# Дисковая галактика

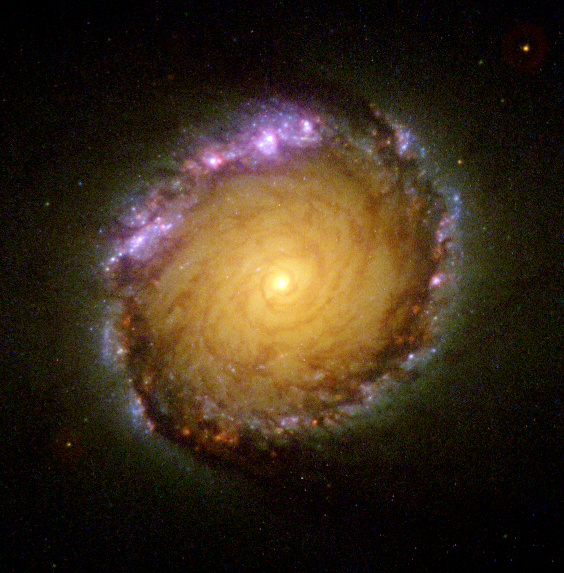
Дисковая галактика NGC 1512

Дисковые галактики — звёздная система (галактика), в которой наблюдается звёздный или газо-звёздный диск, сплющенный круговым объёмом звёзд. Эти галактики могут или не могут включать в себя центральную эллипсоидальную область — Балдж. Это самый распространённый тип галактик: к ним можно отнести более 2/3 наблюдаемых звёздных систем, если не считать совсем маленькие, карликовые галактики, которых всегда больше по количеству. В большинстве случаев в галактическом диске содержится основное количество видимой материи галактики. Как правило, дисковые галактики содержат также массивное тёмное гало.
- Спиральные галактики
  - Спиральные галактики без перемычки (типы S, SA)
  - Спиральные галактики с перемычкой (тип SB)
  - Промежуточные спиральные галактики (тип SAB)
- Линзовидные галактики (типы E8, S0, SA0, SB0, SAB0)

## Строение

### Спиральные галактики

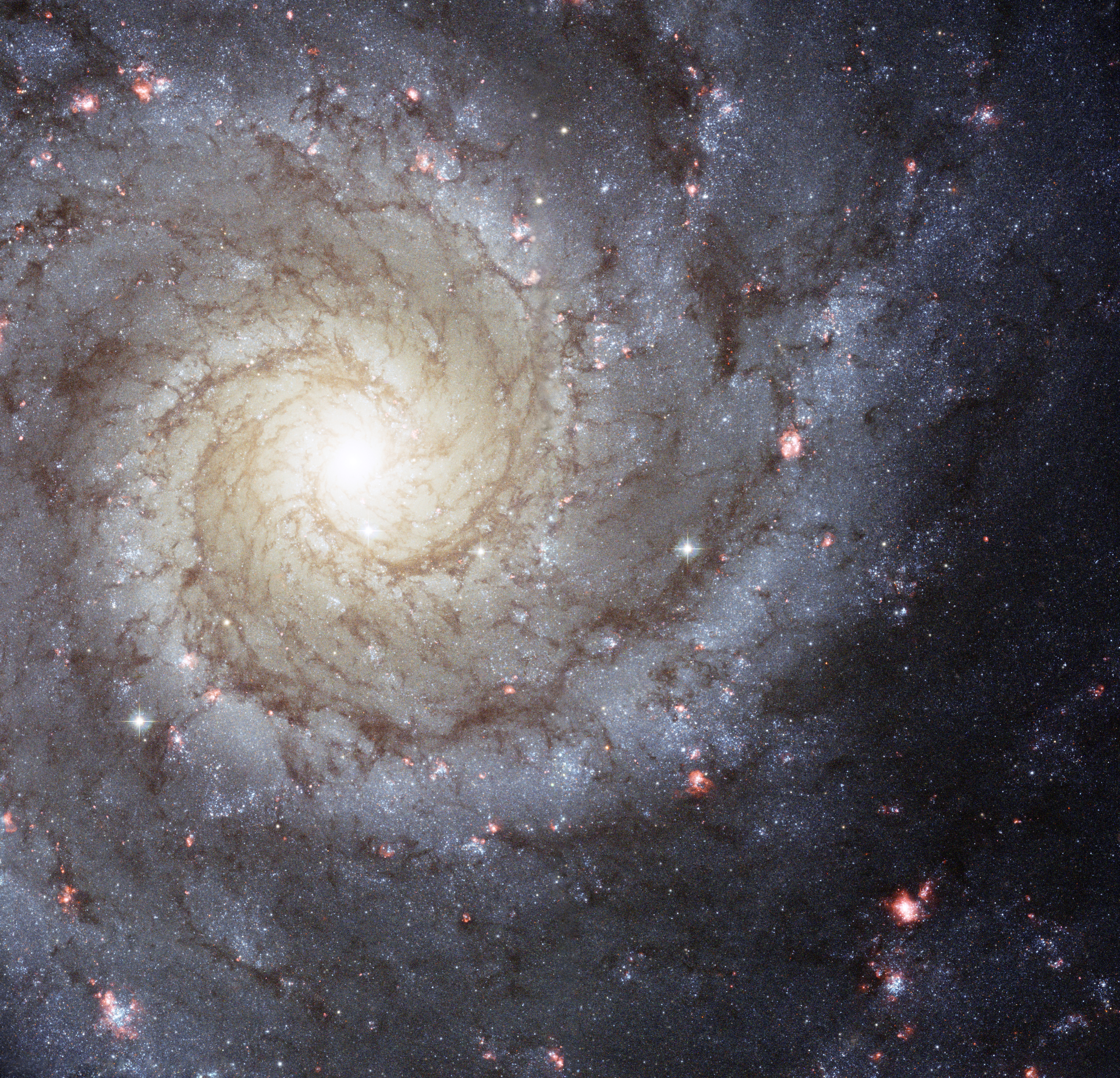
Спиральная галактика M 74

Диски галактик не имеют резких границ, их яркость постепенно сходит на нет. Характерные размеры дисков измеряются десятками тысяч (редко — сотнями тысяч) световых лет, типичные значения толщины звёздных дисков — 1—3 тысячи св. лет. Полная масса звёзд в галактических дисках, как правило, измеряется десятками миллиардов масс Солнца, а содержание газа — от долей процента до 50 % от массы диска. Примерно 1 % по массе от газа составляет межзвёздная пыль, из-за которой диски оказываются полупрозрачными для света. В плоскости диска, в самом центре галактик, находятся компактные массивные объекты, не излучающие света, называемые сверхмассивными чёрными дырами. Сам диск может иметь сложную структуру. Вблизи плоскости диска концентрируются облака холодного газа и молодые звёзды, рождающиеся из облаков. В дисковых галактиках часто наблюдаются спиральные ветви. Поэтому большая часть дисковых галактик относят к типу спиральных галактик.

### Линзовидные галактики

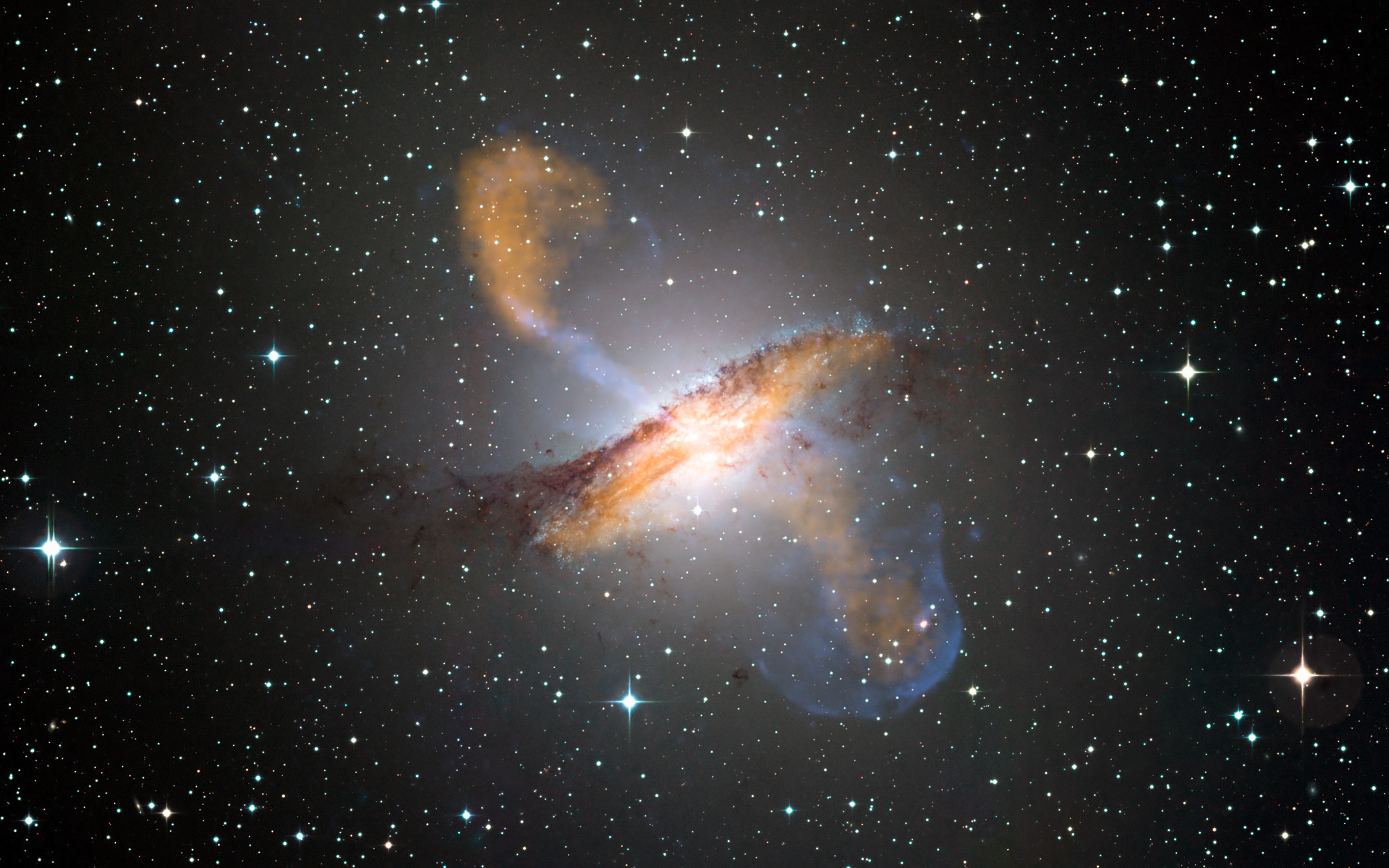
Линзообразная галактика Центавр A

Особый интерес представляют дисковые галактики, практически не содержащие газа и не обладающие чётко выраженной спиральной структурой. Это так называемые линзовидные галактики. По звёздному составу они обычно не отличаются от спиральных галактик, за исключением отсутствия в них молодых звёзд. Предполагается, что вскоре после формирования диска оставшийся газ в силу тех или иных причин был выброшен из галактики, из-за чего частота формирования звёзд в них понижена. Чаще всего линзовидные галактики наблюдаются в скоплениях галактик и очень редко — среди одиночных объектов. Единой точки зрения на происхождение наблюдаемых особенностей этих галактик нет.

## Самые известные дисковые галактики
Примером дисковой галактики является наша галактика, в которой мы находимся, а также сравнительно близкая к ней галактика — Галактика Андромеды. Дисковая форма нашей Галактики была открыта ещё в конце XVIII — начале XIX века (открыл английский астроном Вильям Гершель). Звёздный диск нашей галактики наблюдается с Земли как светлая полоса, опоясывающая всё небо, называемая Млечным Путём. Наиболее яркая часть Млечного Пути соответствует направлению на центр Галактики (он же центр диска), который находится в созвездии Стрельца, расстояние до него составляет около 25 тысяч световых лет. В ядре Галактики обнаружена сверхмассивная чёрная дыра, заставляющая очень быстро двигаться близко расположенные к ней звёзды. По имеющимся оценкам, её масса близка к 4 миллионам масс Солнца.

## Вращение
Самым важным свойством дисковых галактик является их вращение. Диски вращаются со скоростью, которая составляет десятки км/с в центральной части галактики и 100—300 км/с на больших расстояниях от центра. Звёзды обращаются вокруг центра немного медленнее, чем газ. Из-за больших размеров диска даже при таких высоких скоростях вращения один оборот вокруг центра занимает несколько сотен миллионов лет. Поэтому увидеть перемещение отдельных объектов (звёзд, газовых облаков), связанное с их вращением, невозможно. Скорости их движения измеряют по эффекту Доплера (по изменению длины волны спектральных линий в спектре приближающихся или удаляющихся от наблюдателя источников излучения). Измерения скорости вращения диска на различных расстояниях от центра позволяют оценить массу галактики и узнать, как распределена в пространстве.

## Происхождение
Происхождение дисковых галактик связывается со сжатием газа, обладающего большим угловым моментом (моментом импульса). Основная масса дисковых галактик (как, впрочем, и галактик других типов) возникла 10—13 миллиардов лет назад из более разреженной газовой среды. Теряя энергию на излучение и сохраняя свой угловой момент, газ сжимался в диск. Рождение звёзд из газа, продолжавшееся миллиарды лет, превратило большую часть газа в звёзды, поэтому за редким исключением звёзды составляют основную массу диска. Возраст наблюдаемых звезд, как правило, различен — от 10—13 миллиардов лет для самых старых звёзд до молодых звёзд, формирующихся в настоящее время.

## Исследования
Исследование дисковых галактик даёт ключ к пониманию процессов формирования галактик (в том числе нашей Галактики) и их дальнейшей эволюции, а также к изучению того, как происходит рождение звёзд из разреженной межзвёздной среды в галактических дисках.